# Acacia gilliesii
Acacia gilliesii är en ärtväxtart som beskrevs av Ernst Gottlieb von Steudel. Acacia gilliesii ingår i släktet akacior, och familjen ärtväxter. Inga underarter finns listade i Catalogue of Life.